# Los Ramos (Málaga)
Los Ramos es un barrio perteneciente al distrito Puerto de la Torre de la ciudad andaluza de Málaga, España. Según la delimitación oficial del ayuntamiento, limita al norte con el barrio de El Atabal; al este, con los barrios de Los Molinos y El Tejar; al sur, con el barrio de Torre Atalaya; y al oeste, con el barrio Virgen del Carmen.
En este barrio se encuentra la subestación eléctrica de Los Ramos situada junto la laguna de la Barrera.

## Transporte
En autobús queda conectado mediante las siguientes líneas de la EMT: 
| Línea | Trayecto                               | Recorrido | Frecuencia                              |
| ----- | -------------------------------------- | --------- | --------------------------------------- |
| 21    | Alameda Principal - Puerto de la Torre | Recorrido | 12 minutos                              |
| N4    | Alameda Principal - Puerto de la Torre | Recorrido | 23.30, 1.00 (Alameda) 0.15 (Pto. Torre) |